# Lysohlávka modrající
Lysohlávka modrající (Psilocybe cyanescens) je drobná houba z čeledi límcovkovitých. Obsahuje psychedelické látky psilocybin a psilocin, jedná se v tomto ohledu o jeden z potentnějších druhů lysohlávek.
Držení, kultivace, předávání plodnic, i propagace užívání hub obsahujících psilocybin, je ve většině zemí, včetně Česka, právně postižitelná.

## Popis
- Klobouk má obvykle 1,5–6 cm v průměru, hygrofánní, za vlhka kluzký, kaštanově hnědý, za sucha až slámově žlutý, v dospělosti vlnovitě zprohýbaný s kopečkem uprostřed. Výrazné zprohýbání klobouku dospělých plodnic je charakteristikým znakem.
- Třeň je 4–9 cm vysoký, relativně silný (0,25–0,8 cm), válcovitý nebo mírně rozšířený u klobouku, bílý žíhaný se zbytky vláknitého vela, při poranění zřetelně modrající, možno se zeleným odstínem.
- Lupeny jsou přirostlé, široce připojené až vykrojené, světle hnědé až světle oranžové, při poranění též modrající.
- Spory jsou hladké, eliptické rozměrů 9–14 x 5–8 µm, výtrusný prach temný, hnědofialový. Pleurocystidy přítomné, kyjovité až mukronátní.

## Výskyt
Roste obvykle ve skupinách. Jedná se o saprotrofickou houbu nejčastěji rostoucí v odumřelých větvičkách nebo štěpce, vzácněji i v trávě. Je rozšířená v Evropě a Severní Americe, v Evropě se zřejmě jedná o nepůvodní druh. V Česku spíše vzácnější. Tato houba je někdy též kultivována, typicky ve venkovních podmínkách, kde substrátem jsou dřevité mulčovací materiály. Vliv kultivace patrně přispívá k jejímu šíření v Evropě.

## Podobné druhy a možné záměny
Blízce příbuzným druhem je lysohlávka azurově modrající (Psilocybe azurescens). Nápadně podobná je i australská Psilocybe subaeruginosa. Existuje domněnka, že P. azurescens a P. cyanescens jsou jen varietami P. subaeruginosa. Relativně podobné jsou i jiné dřevní lysohlávky, jako různé variety lysohlávky srbské (Psilocybe serbica) nebo lysohlávka lesní (Psilocybe medullosa).
Mezi druhy hub, jejichž plodnice na první pohled mohou vypadat podobně, patří:
- Jedovatá čepičatka jehličnanová
- Jedovatá sametovka vrásčitá
- Opěnka měnlivá
- Špička obecná
- Třepenitky (svazčitá, cihlová, maková)
- Helmovka pařezová
- Pavučinec hnědý